# Margherita Bagni
Margherita Bagni, geboren als Margherita Maria Bagna (* 21. Februar 1902 in Turin; † 2. Juli 1960 in Rom) war eine italienische Schauspielerin.

## Leben
Bagni kam als Tochter des Drama-Schauspielers Ambrogio Bagni und dessen Frau Ines Cristina früh auf die Bühne; sie begann im Ensemble von Ermete Zacconi und wurde bald mit Hauptrollen betraut. 1923 heiratete sie den Kollegen Renzo Ricci und spielte neben Maria Melato; mit ihrem Mann gründete sie 1925 die Formation Ricci/Bagni, die Zacconi inszenierte. 1928 bis 1930 spielte sie bei Annibale Beltrone, dann erneut mit ihrem Mann. Während der 1930er Jahre gehörte sie etlichen der prestigeträchtigsten Ensembles an und trat neben Elsa Merlini, Ruggero Ruggeri, Gualtiero Tumiati und immer wieder Zacconi auf. Bis Kriegsende folgten Engagements als Charakterdarstellerin bei Camillo Pilotto, Luigi Cimara, Luigi Almirante und erneut Zacconi.
Für das Kino hatte Bagni schon zu Stummfilmzeiten gearbeitet, als sie 1917 in Gli spettri spielte; ihre wahre Kinokarriere begann jedoch in der zweiten Hälfte der 1930er Jahre, als sie in farbigen Charakterisierungen glänzte. Bis zu ihrem Lebensende spielte sie in Dramen und ab 1956 auch in erfolgreichen Fernsehinszenierungen von Mario Landi (Cime tempestose), Anton Giulio Majano (Jane Eyre) und Daniele D’Anza (Orgoglio e pregiudizio). Auch als Synchronsprecherin fand Bagni Arbeit.
Bagni und Riccis Tochter Nora Ricci war ebenfalls Schauspielerin und die erste Frau Vittorio Gassmans.

## Filmografie (Auswahl)
- 1917: Gli spettri
- 1954: Schade, daß du eine Kanaille bist (Peccato che sia una canaglia)
- 1955: Wie herrlich, eine Frau zu sein (La fortuna di essere donna)